# Pirallahi
Pirallahi (azer. Pirallahı adası, w latach 1936-1991: Artem) – azerska wyspa w zachodniej części Morza Kaspijskiego, zlokalizowana około 50 kilometrów na wschód od Baku. 
Powierzchnia wyspy wynosi około 10 km². Znajduje się na niej wieś Artem (w 1968 miała ona 14,4 tys. mieszkańców). Z Baku połączona jest zelektryfikowaną linią kolejową (most). Zlokalizowano na niej m.in. zakłady związane z przetwarzaniem ropy naftowej.
W roku 1934 rozpoczęto na wyspie i w okolicznych wodach budowę urządzeń do prowadzenia morskich odwiertów naftowych według projektu N. S. Timofiejewa (część porzuconych instalacji istnieje po dziś dzień). Sowiecka nazwa Artem używana w latach 1936-1991 pochodziła od nazwiska tajnego partyjnego przydomka rewolucjonisty Fiodora Artioma Siergiejewa.
Wyspa połączona jest ze stałym lądem (Półwysep Apszeroński) mostem, który został oddany do użytku w grudniu 2016 roku. Dziewięcioprzęsłowy obiekt, znajdujący się na 23 kilometrze autostrady Gala-Pirallahi, ma 422 metry długości, czternaście metrów szerokości, szerokość jezdni dwanaście metrów i wysokość środkowego przęsła jedenaście metrów powyżej poziomu morza. Prace budowlane w ramach projektu „Zapobieganie wymywaniu wody morskiej spod autostrady łączącej osadę Pirallahi z wybrzeżem, budowa mostu nad drogą oraz prace zabezpieczające brzeg wzdłuż drogi” rozpoczęły się we wrześniu 2012 roku. 5 listopada 2012 prezydent Ilham Aliyev podpisał dekret o utworzeniu na wyspie „Parku Wysokich Technologii”. 

## Galeria

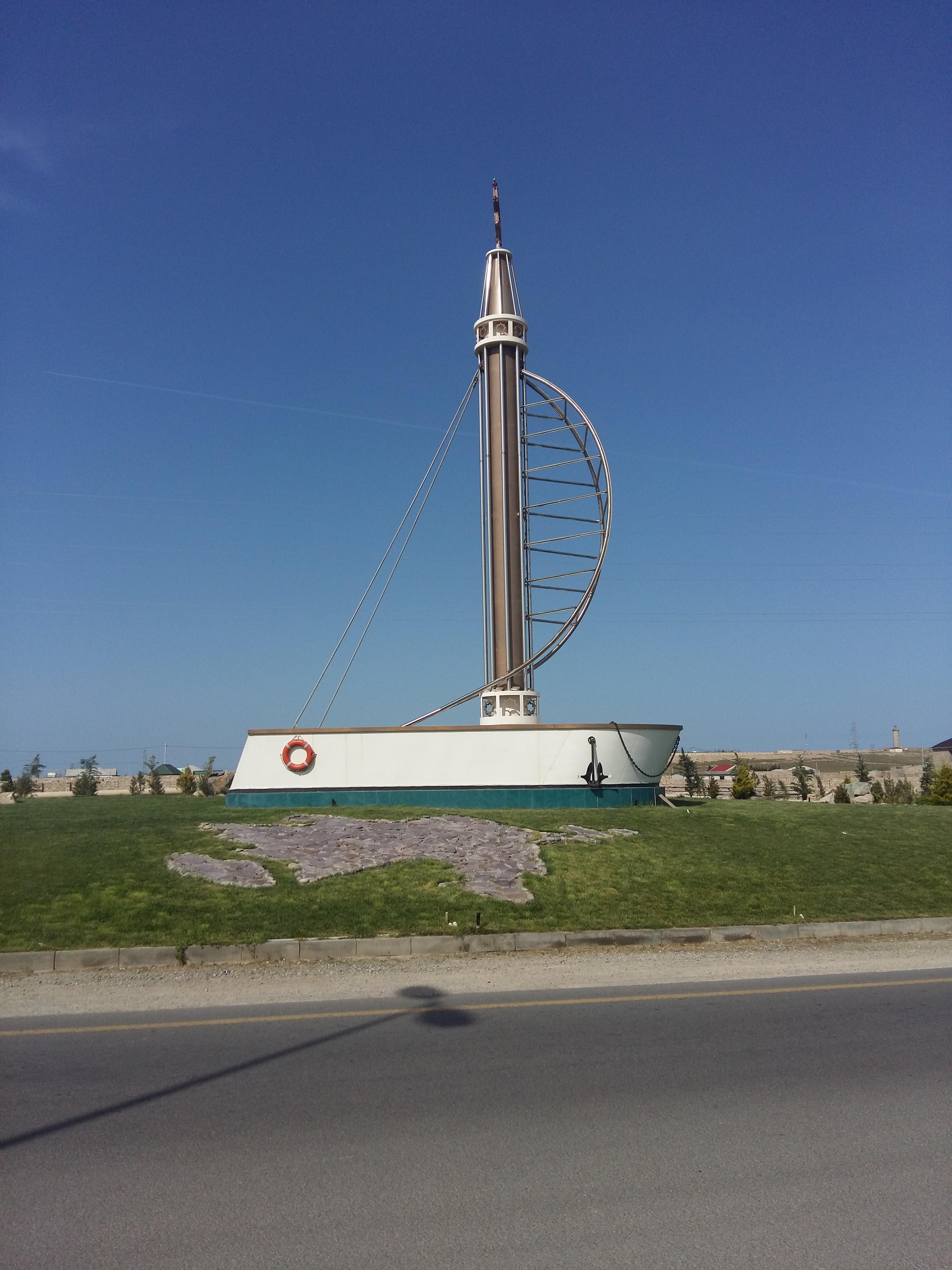
Rzeźba łodzi na wyspie
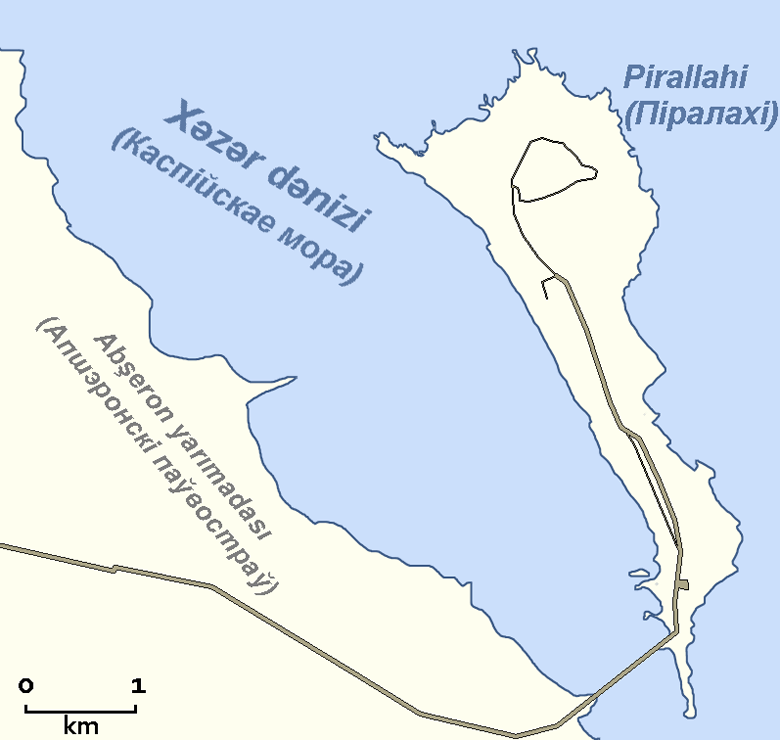
Mapa
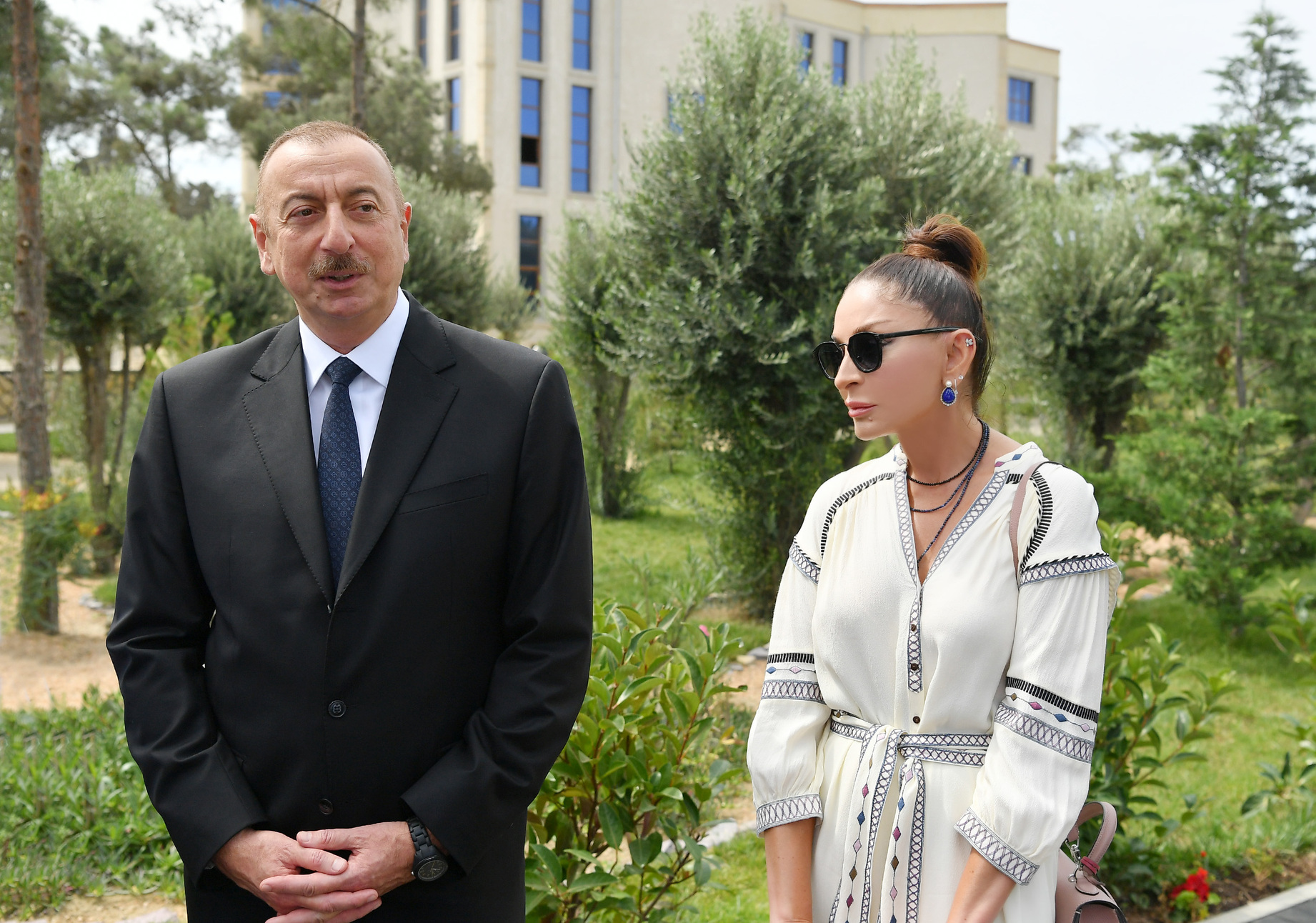
Ilham Aliyev na wyspie (2019)